# Strychnos ignatii
Strychnos ignatii is een boom uit de familie Loganiaceae, die voorkomt in de Filipijnen en delen van China en Zuidoost-Azië. De plant werd voor het eerst beschreven door de Tsjechische Jezuïet broeder Georg Kamel die de zaden 'boon van St. Ignatius' noemde, naar de stichter van zijn orde.
De vrucht van S. ignatii heeft de afmetingen en vorm van een peer. Zijn amandelvormige zaden bevatten de giftige alkaloïden strychnine en brucine. In de homeopathie worden de zaden gebruikt in het middel 'ignatia', 'ignatia amara', of 'samara'.